# West Perrine
West Perrine è un Census-designated place degli Stati Uniti d'America situato nella parte meridionale della Contea di Miami-Dade dello Stato della Florida.
Secondo le stime del 2010, la città ha una popolazione di 8.600 abitanti su una superficie di 4,50 km².